# Соонтага
Со́онтага (эст. Soontaga), ранее также Со́нтага  (эст. Sontaga) — деревня в волости Тырва уезда Валгамаа, Эстония.
До административной реформы местных самоуправлений Эстонии 2017 года входила в состав волости Пука (упразднена).

## География и описание
Расположена в 24 км к северу от уездного центра — города Валга. Высота над уровнем моря — 73 метра.
По территории деревни протекает река Вяйке-Эмайыги. На её землях находятся озёра Соонтага (эст. Soontaga järv), Роони (эст. Rooni järv), Кадаярв (эст. Kadajärv) и водохранилище Аакре Саэвески (эст. Aakre Saeveski paisjärv).
Климат умеренный. Официальный язык — эстонский. Почтовый индекс — 68617.

## Население
По данным переписи населения 2021 года, в  Соонтага насчитывалось 32 жителя, из них 31 (96,9 %) — эстонцы.
По данным переписи населения 2011 года, в деревне проживали 43 человека, из них 42 (97,7 %) — эстонцы.
Численность населения деревни Соонтага по данным переписей населения:
| Год  | 1959 | 1970 | 1979 | 1989 | 2000 | 2011 | 2021 |
| ---- | ---- | ---- | ---- | ---- | ---- | ---- | ---- |
| Чел. | 90   | ↘ 58 | ↗ 83 | ↘ 54 | ↘ 53 | ↘ 43 | ↘ 32 |

## История
В письменных источниках 1439 года упоминается Sontacke (мыза), 1518 года — Sodatz, 1585 года — Sotak, 1731–1776 годов — Dorf Sotack (деревня), Sotagga Hann ~ Sodagko Hann ~ Sodackaste Han (крестьянин), 1782 года — Sontago, Sontagusse.
В XVII веке мыза Сонтак (нем. Sontack, Соонтага, эст. Soontaga mõis) была объединена с мызой Ранден (нем. Randen, Ранну, эст. Rannu mõis). В XVIII веке снова ставшая самостоятельной мыза Сонтак относилась к приходу Ранну (Ранден), с 1750 года стала относиться к приходу Рынгу. В конце XIX века мыза Сонтак также относилась к приходу Рынгу, однако её старинные хутора, расположенные у нынешнего шоссе Тарту—Рига, относились к приходу Сангасте. В 1920-х годах, в результате земельной реформы, на землях бывшей мызы возникло поселение, в 1939 году получившее статус деревни.  
В советское время Соонтага располагалась частично на государственных землях, частично  — на землях колхоза «Пука».  
В 1977 году, в период кампании по укрупнению деревень, с Соонтага были объединены деревни Лаане (эст. Laane) и Сика (эст. Sika) и часть деревни Пырья (эст. Põrja).
В 1953 году на расположенной на территории деревни братской могиле советских воинов, павших во Второй мировой войне (исторический памятник 1997 года до 2023 года), был установлен памятник с надписью ««Вечная слава героям, павшим в боях за свободу и независимость нашей родины 1941—1945». По советским данным, в братской могиле похоронено 157 человек (известны имена 146 погибших, на памятнике высечены 25). В протоколе от 30 ноября 2022 года рабочая группа по советским памятникам при Госканцелярии Эстонии признала памятник «красным монументом», подлежащим замене на т. н. нейтральный с переносом останков на кладбище. Памятник был демонтирован в 2023 году (см. Список советских военных памятников Эстонии).

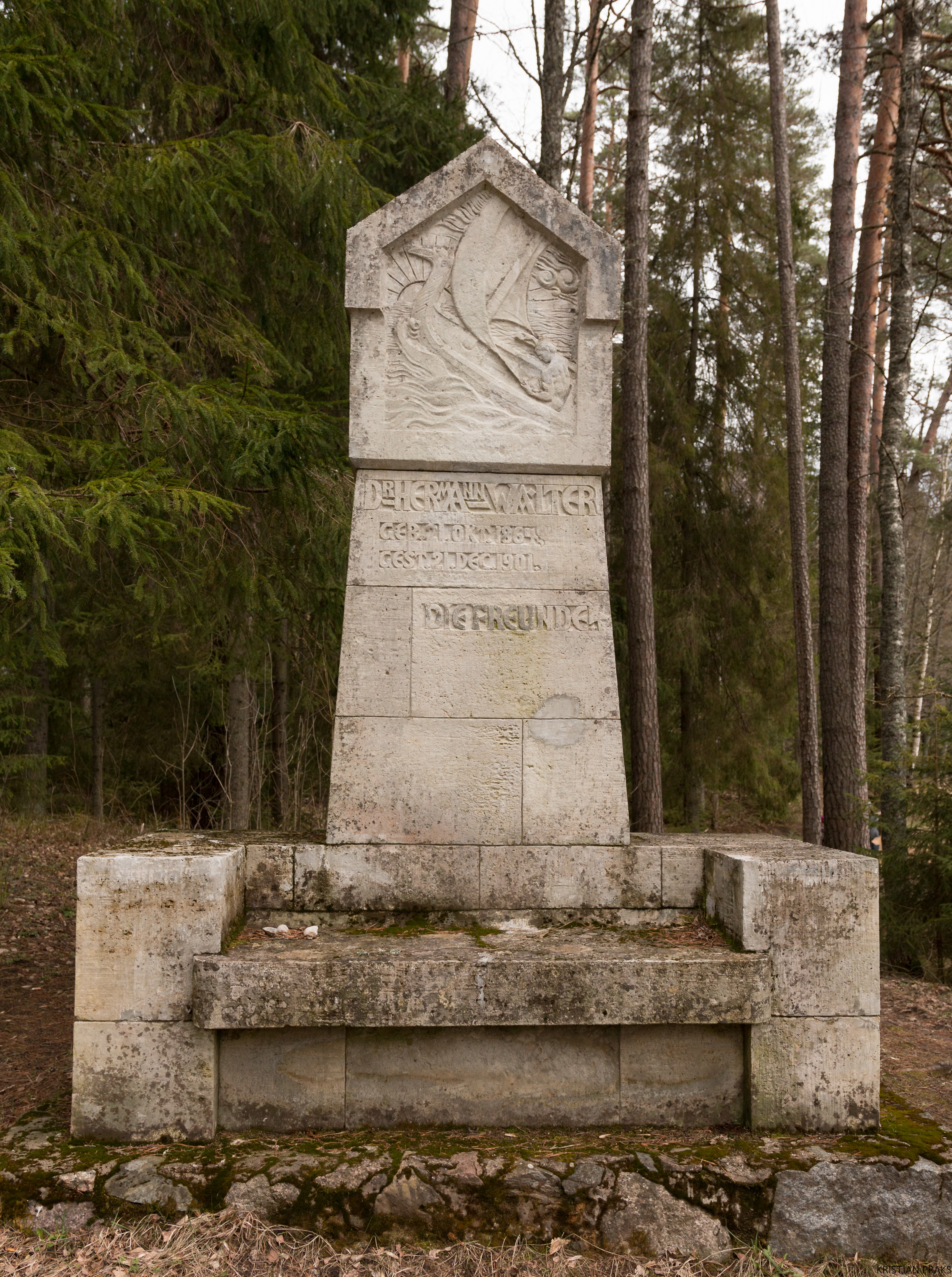
Памятник Герману Вальтеру

## Достопримечательности
В 1901 году на берегу водохранилища Аакре Саэвески был установлен памятник Герману Вальтеру, русскому учёному, участнику морских экспедиций за Северным полярным кругом, другу и сподвижнику Эдуарда фон Толля. Выполненный из плитняка памятник 19 марта 1997 года был включён в Государственный регистр памятников культуры Эстонии как  и как памятник искусства.
В деревне работает мотель «Греэте» («Greete Motell») — самый уникальный и самый большой бревенчатый дом в Эстонии, в котором ни одна из комнат не имеет четырёх углов. Сверху дом выглядит как улей.

## Происхождение топонима
Название деревни старинное, в нём сохранился прежний признак родительного падежа ‘-n’ (как в финском языке). Буквально означает «заболотная», то есть расположенная за (эст. taga) болотом (эст. soo).

## Комментарии
1. ↑  Эстонские топонимы, оканчивающиеся на -а, не склоняются и не имеют женского рода (исключение — Нарва)[10].